# 潔美·漢普頓
潔美·漢普頓（英語：Jamie Hampton，1990年1月8日—）生於西德法兰克福，是美國女子职业网球运动员，2009年轉職業，并在2010年首次參加美國網球公開賽。她的WTA生涯最高單打排名為第24（2013年7月29日）。

## 外部連結
- 潔美·漢普頓的国际女子网球协会官方資料（英文）
- 潔美·漢普頓的國際網球總會 職業／青少年 官方資料（英文）
- Fed Cup - Player profile - Jamie HAMPTON (USA) （页面存档备份，存于）